# Уильямс, Скотт (серийный убийца)
Скотт Уилсон Уильямс (англ. Scott Wilson Williams; род. 3 декабря 1963, Монро, Северная Каролина) — осужденный американский серийный убийца. Уильямс был осужден за убийства трех женщин, совершенные в течение девяти лет. Он также был осужден за преступления против еще двух женщин, которые не были убиты.

## Список жертв
| Номер | Фамилия и имя                                    | Пол | Возраст | Примечания                               |
| ----- | ------------------------------------------------ | --- | ------- | ---------------------------------------- |
| 1     | Шэрон Хаус Прессли англ. Sharon House Pressley   | Ж   | 37      | Была убита в Шарлотт (Северная Каролина) |
| 2     | Кристина Аутц Паркер англ. Christina Outz Parker | Ж   | 34      | Была убита в Монро (Северная Каролина)   |
| 3     | Шэрон Такер Стоун англ. Sharon Tucker Stone      | Ж   | 46      | Была убита в Монро (Северная Каролина)   |

## Суд и заключение
Останки Шэрон Стоун обнаружил мужчина, собиравший мусорные баки. Уильямс был сотрудником Департамента транспорта Северной Каролины и не имел судимостей. Поначалу ничто не привлекло к нему внимания правоохранительных органов. Один из следователей отметил: "Он жил нормальной жизнью, за исключением тех трех или четырех случаев".
В связи с убийством Стоун Уильямс был опознан как знакомый. В конечном итоге это привело к его аресту 9 марта 2006 года в 13:30. Все три жертвы были убиты выстрелами в голову и получили схожие формы увечий. В ходе допросов правоохранительные органы выяснили, что он также был знаком с Паркер и Прессли.
Дела расследовались оперативной группой по расследованию убийств округа Юнион и округа Честерфилд (Южная Каролина), отделом правопорядка штата Южная Каролина, Бюро расследований штата Северная Каролина и ФБР. Улики против Уильямса включали ДНК, баллистические данные, показания выживших жертв и инкриминирующие заявления самого Уильямса.
18 июля 2008 года Уильямс, которому грозила смертная казнь по трем обвинениям в убийстве первой степени, признал себя виновным в убийстве по соглашению сторон и был приговорен к трем последовательным срокам пожизненного заключения без права на досрочное освобождение. Кроме того, Уильямс признал себя виновным в похищении, изнасиловании и сексуальных преступлениях в отношении двух других женщин в 1995 и 2000 годах. Интересы Уильямса представляли Франклин Уэллс и Джонатан Мегериан из Эшборо (Северная Каролина).
Уильямс заключен в исправительное учреждение Александр.